# أماديوس أوقست
أماديوس أوقست (بالألمانية: Amadeus August)‏ هو ممثل ألماني، ولد في 6 مايو 1942 بفروتسواف في بولندا، وتوفي في 6 يوليو 1992 بميونخ في ألمانيا.

## وصلات خارجية
- أماديوس أوقست على موقع IMDb (الإنجليزية)
- أماديوس أوقست على موقع ألو سيني (الفرنسية)
- أماديوس أوقست على موقع أول موفي (الإنجليزية)
- أماديوس أوقست على موقع قاعدة بيانات الأفلام السويدية (السويدية)
- أماديوس أوقست على موقع ديسكوغز (الإنجليزية)
- أماديوس أوقست على موقع قاعدة بيانات الفيلم (الإنجليزية)
- أماديوس أوقست على موقع كينوبويسك (الروسية)